# 기숙학교

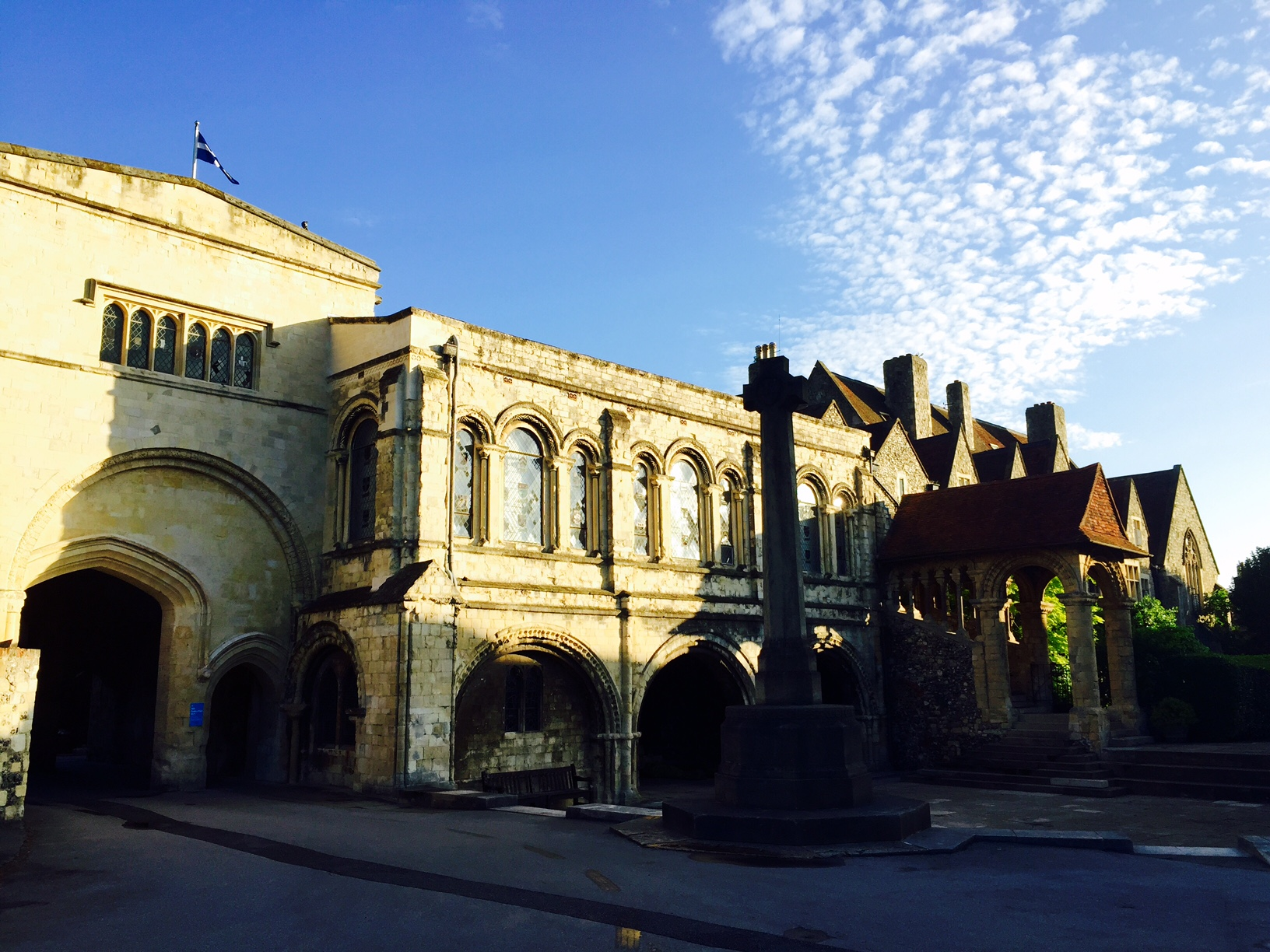

기숙학교(寄宿學校)는 기숙사에서 생활하는 학교 형태로, 단순히 학업뿐만 아니라 생활지도를 하기 위한 것이다. 모든 학생들이 기숙사에 머물려 학교 다니는 이 제도는 고등학교에서 주로 활용되지만, 중학교나 대학교에서 기숙학교 제도를 운영하기도 했다. 근대까지도 다양한 지역에서 온 학생들이 머물 곳이 부족한 곳에서 기숙학교 제도는 학생들을 보호하고 학습을 지도하기 좋은 방법이었다.
특별한 목적을 지닌 대학 과정에서도 기숙학교 제도를 운영하기도 한다. 전교생이 기숙사 생활을 하는 기숙학교는 일반적인 기숙사를 제공하는 학교와 다르다. 기숙사를 제공하는 학교는 학생들이 기숙사 이용 여부를 선택하고 스스로 시간을 활용하지만, 기숙학교 학생은 반드시 기숙사에서 머물고 학교 당국에서 주관하는 시간에 따라 학교생활을 해야 한다.
지금도 대한민국에서는 사립고등학교에서 주로 활용되며, 고등학교 중에 민족사관학교가 가장 유명하다. 특수 목적을 지닌 대학 과정인 육군사관학교와 해군사관학교, 공군사관학교, 경찰대학 등도 기숙학교 제도로 운영한다. 해외에서도 사립고등학교는 대부분 기숙학교 제도로 운영되며, 특수목적 대학과정 학교들이 대부분 기숙학교 제도를 유지한다.